# Parni kopač
Parni kopač je velik parni stroj za izkopavanje materiala. Je ena izmed prvih mehanskih ekskavatorskih naprav. Uporabljaji so se pri velikih gradbenih projetkih, kot je npr. razširitev železniškega omrežja, globoke fundacije za nebotičnike in Panamski prekop. Pri slednjem projektu je sodelovalo okrog 100 parnih kopačev. . Parni kopači so igrali pomembno vlogo v 19. in na začetku 20. stoletja. 
Prihod bolj efektivnih in lažjih za uporabo dizelskih motorjev je pomenil konec za parne kopače, ki so se do leta 1930 skoraj povsem umaknili. Pozneje so nekateri veliki kopači v odprtih kopih so uporabljali tudi električno energijo.
Parni kopač je izumil William Otis, ki je dobil patent za svoj izum leta 1839. Prvi stroji se niso mogli rotirati za 360 stopinj, ampak samo delno (ang. 'partial-swing'). Nameščeni so bili na železniško šasijo, na kateri je bil nameščen parni kotel in parni stroj z zajemalko. Premikali so se po železniških tirih, ki so jih delavci premikali po potrebi. Pozneje so se pojavile gosenice in jim omogočile večjo mobilnost.
Sprva so se uporabljale verige za dvigovanje zajemalke, izum jeklenice je precej poenostavil in olajšal delovanje.
Glavna proizvajalca parnih kopačev sta bili Marion Steam Shovel Company, ki je bila ustanovljena leta 1884 in Bucyrus-Erie Shovel Companies.
Drugi proizvajalci:
- Severnoameriški proizvajalci:
- Ball Engine Co.
- Erie
- Moore Speedcrane (pozneje Manitowoc Cranes)
- Northwest Shovels
- Vulcan Iron Works

- Evropski proizvajalci:
- Demag (Nemčija)
- Fiorentini (Italija)
- Lubecker
- Menck
- Newton & Chambers (Združeno kraljestvo)
- Orenstein and Koppel GmbH (Nemčija)
- Ruston & Hornsby (Združeno kraljestvo